# 旅館
旅館（りょかん）とは、宿泊料を受けて人を宿泊させるための宿泊施設で、通常は和風様式の構造及び設備を主とする宿泊施設のことを指す。日本旅館ともいう。
旅館の種類には、観光利用や行楽利用主体の温泉旅館や観光旅館、割烹旅館（料理旅館、日本型のオーベルジュ）などのほか、都市部にあるビジネスや修学旅行、大学受験利用主体の商人宿（駅前旅館など）がある。一般には中〜大規模の施設から個人・家族的な小規模で行われているものまである。
このうち、個人の住宅と同じような構造のものや、宿主が他の産業を主体とした兼業の場合は、民宿と名乗ることがある。
旅館の歴史をたどると、現代の日本の文化芸術的な熟成期である江戸時代は、江戸幕府と京都の朝廷を繋ぐ東海道（東海道五十三次）、中山道（中山道六十九次）などの、五街道を中心とした旅籠と、温泉地・湯治場の温泉宿とがあった。

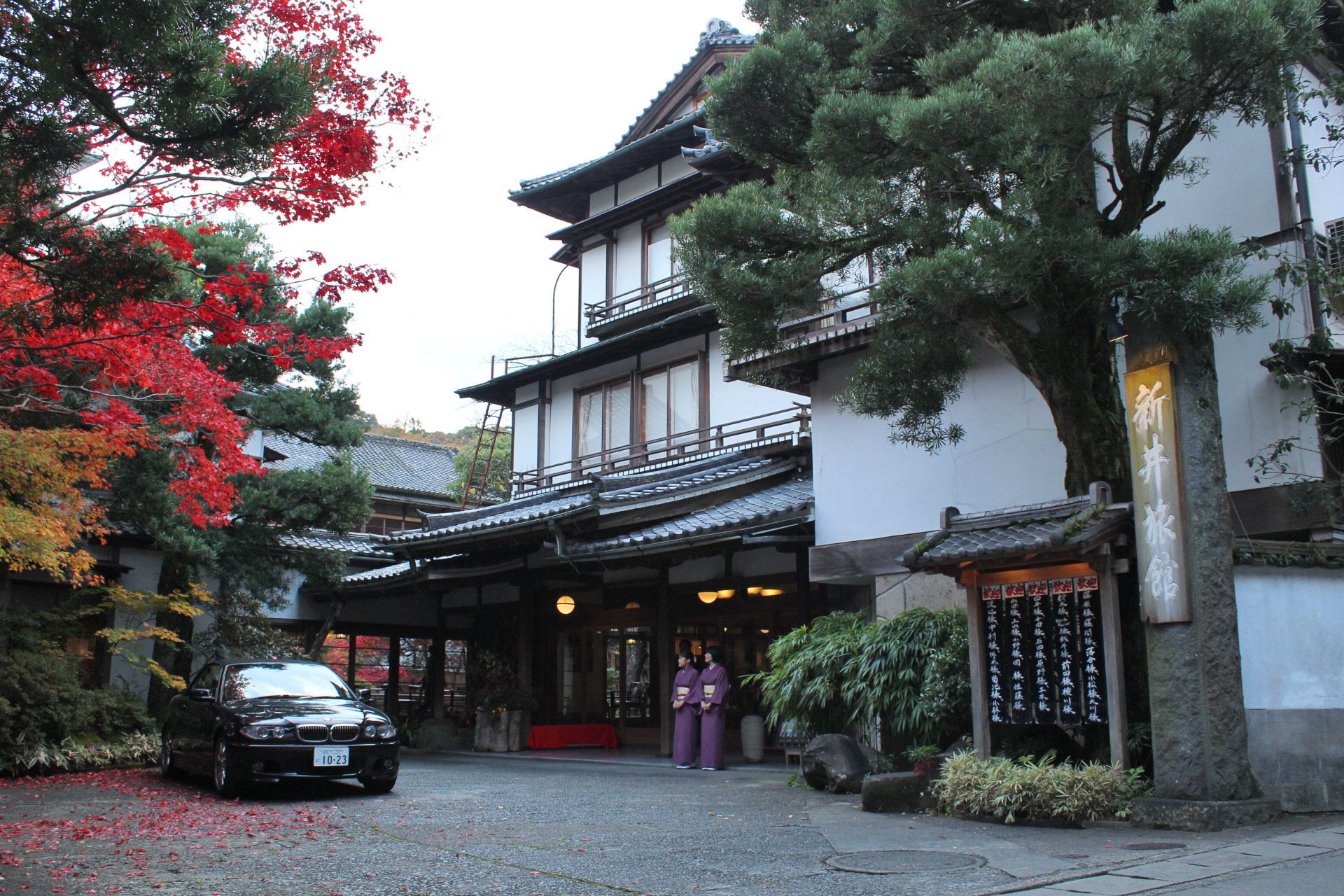
旅館の玄関(新井旅館)

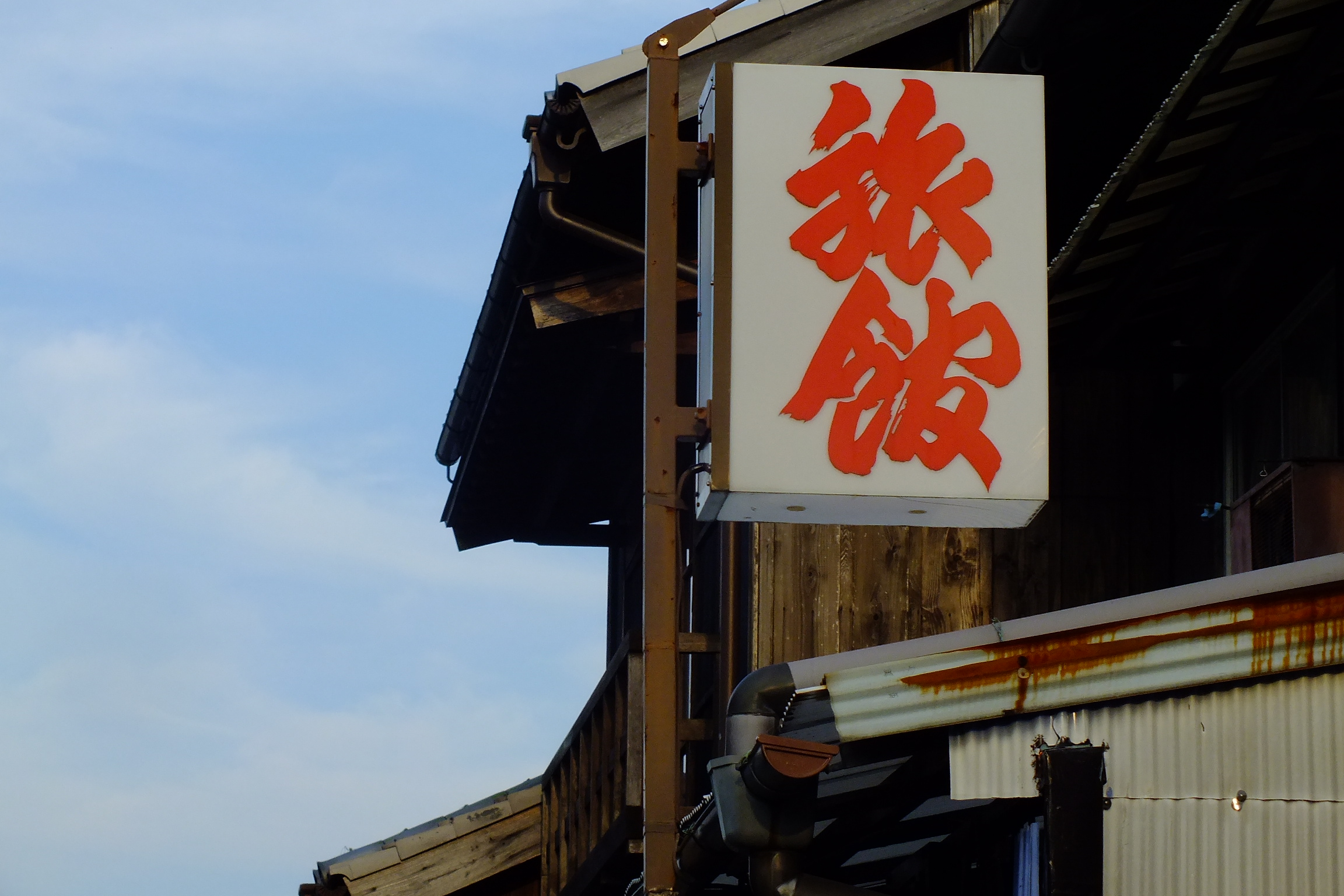
旅館の看板

## 概要

### 旅館業と旅館営業

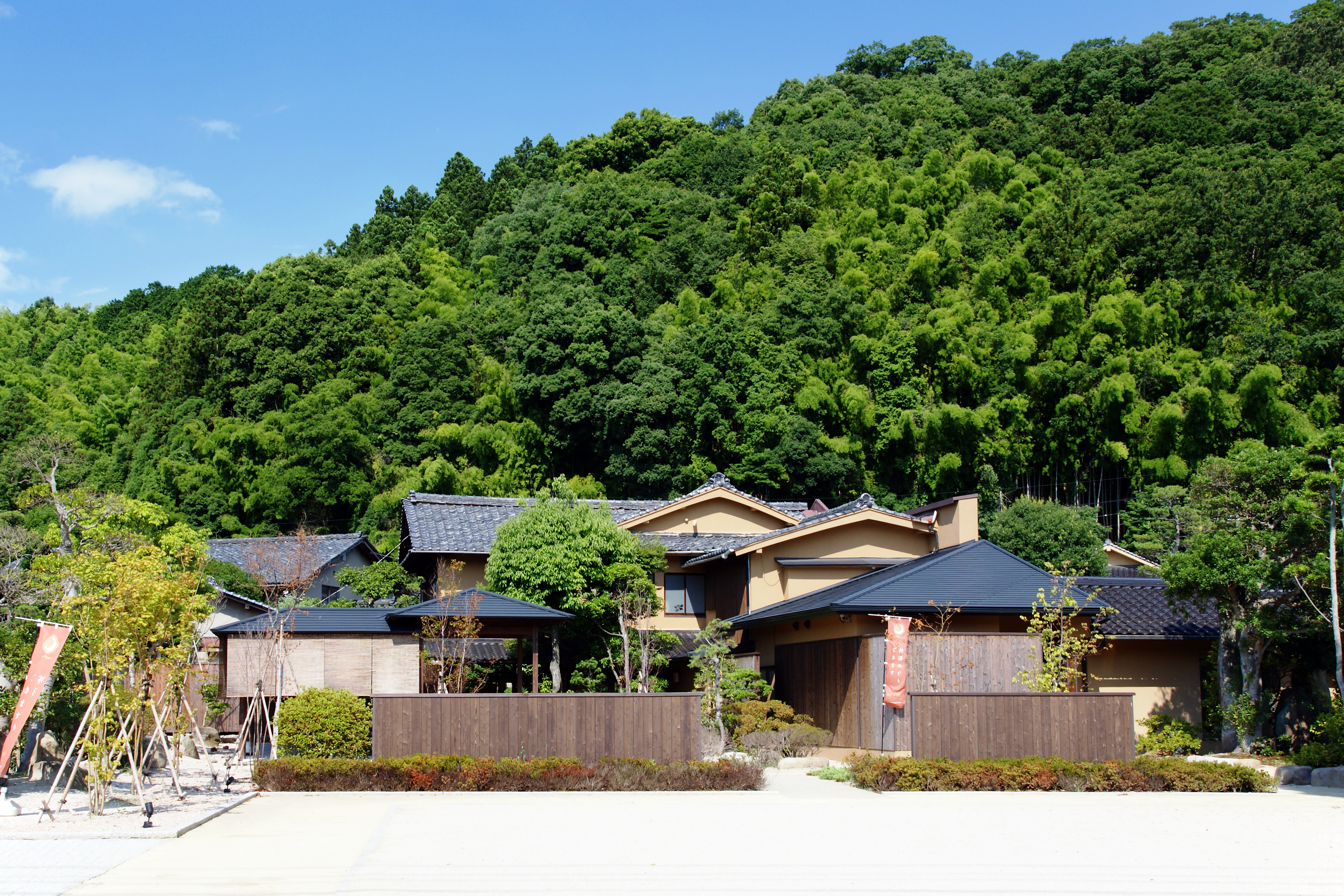
温泉地の旅館の例

日本の旅館業法（昭和23年7月12日法律第138号）では「旅館業」と「旅館営業」とでは概念が異なる。
旅館業法にいう「旅館業」とは「ホテル営業」、「旅館営業」、「簡易宿所営業」、「下宿営業」の4種の営業の総称をいう（旅館業法2条1項）。そして、通常、単に「旅館」と言う場合には、このうちの「旅館営業」すなわち「和式の構造及び設備を主とする施設を設け、宿泊料を受けて、人を宿泊させる営業で、簡易宿所営業及び下宿営業以外のもの」を行う施設のことを指す（旅館業法2条3項）。

### 構造設備の基準

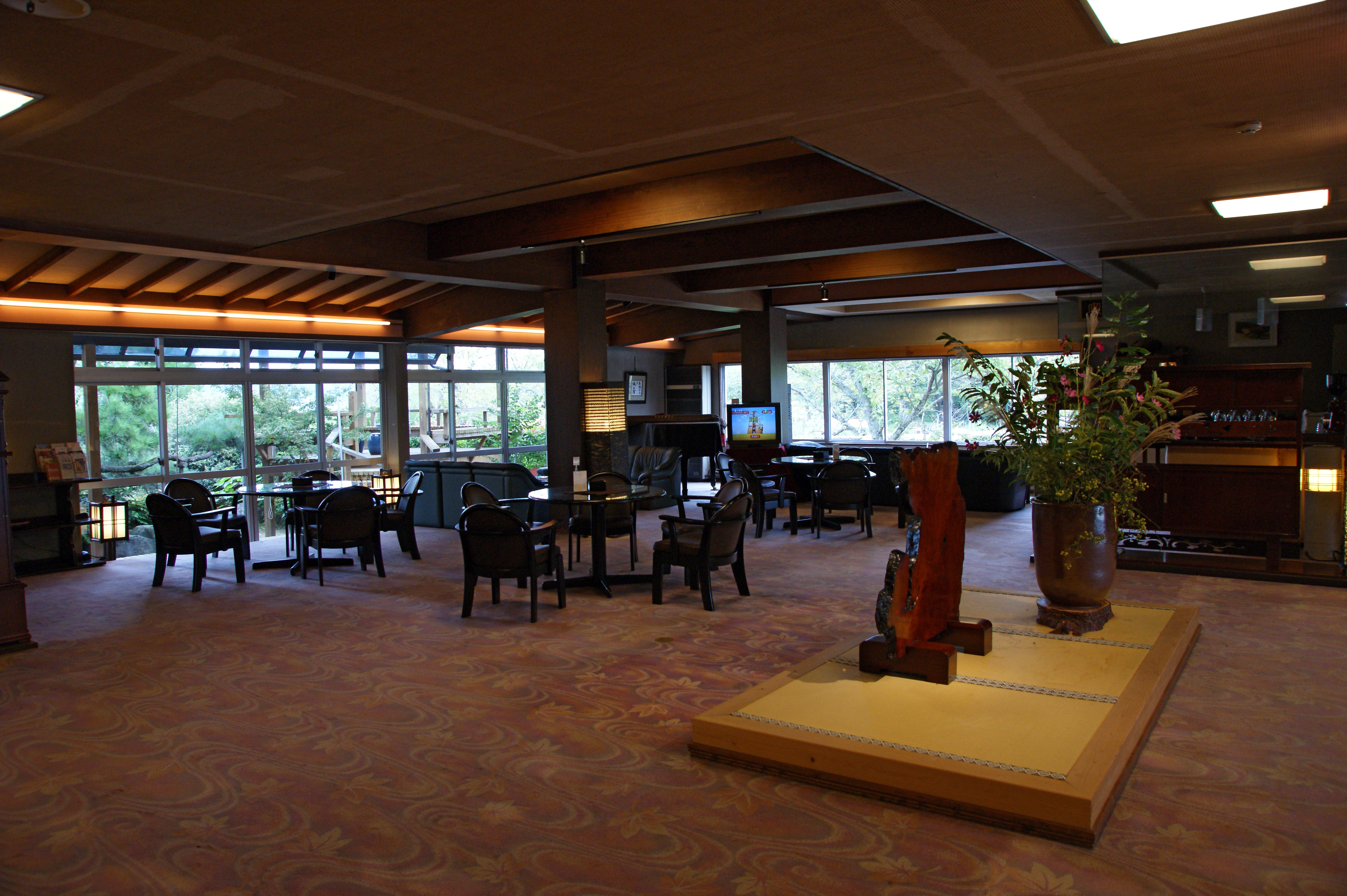
旅館のロビー

旅館営業の施設の構造設備の基準については、旅館業法施行令で次のように定められている（旅館業法施行令1条2項）。
1. 客室の数は、5室以上であること。
2. 和式の構造設備による客室の床面積は、それぞれ7平方メートル以上であること。
3. 洋式の構造設備による客室は、前項第2号に該当するものであること（ホテル営業における洋式の構造設備による客室の基準を満たすものであること）。
4. 宿泊しようとする者との面接に適する玄関帳場その他これに類する設備を有すること。
5. 適当な換気、採光、照明、防湿及び排水の設備を有すること。
6. 当該施設に近接して公衆浴場がある等入浴に支障をきたさないと認められる場合を除き、宿泊者の需要を満たすことができる適当な規模の入浴設備を有すること。
7. 宿泊者の需要を満たすことができる適当な規模の洗面設備を有すること。
8. 適当な数の便所を有すること。
9. 当該施設の設置場所が学校等の敷地の周囲おおむね100メートルの区域内にある場合には、当該学校等から客室又は客にダンス若しくは射幸心をそそるおそれがある遊技をさせるホールその他の設備の内部を見とおすことをさえぎることができる設備を有すること。
10. その他都道府県が条例で定める構造設備の基準に適合すること。

### 営業施設の名称
旅館業を経営しようとする者は、都道府県知事（保健所を設置する市又は特別区では市長又は区長）の許可を受けなければならない（旅館業法3条1項）。この際には申請書に営業の種別（旅館業法上のホテル営業、旅館営業、簡易宿所営業、下宿営業の種別）を記載しなければならないが、これとは別に営業施設の名称も記載することとなっている（旅館業法施行規則1条）。したがって、営業の種別については旅館営業として申請している場合であっても、営業施設の名称については「旅館」、「民宿」、「ホテル」、「ペンション」など経営者の設定に委ねられている為、実際には各個のイメージ戦略などから規模の大小、経営形態に関わらず自由に名乗っているのが実情でもある。そのため、「旅館」、「民宿」、「ホテル」、「ペンション」などの線引きは曖昧である。なお、許可の際の構造設備の基準など法令の適用については、営業施設の名称ではなく経営者の申請した営業の種別にしたがってなされることになる。
洋式のホテルと和式の旅館が混在しているという意味も含めて、日本独特の文化と考えられる。

## 特徴
要件ではなく、例外もある。
現代の日本社会において和の風雅を感じさせてくれる場所として貴重な存在といえる。

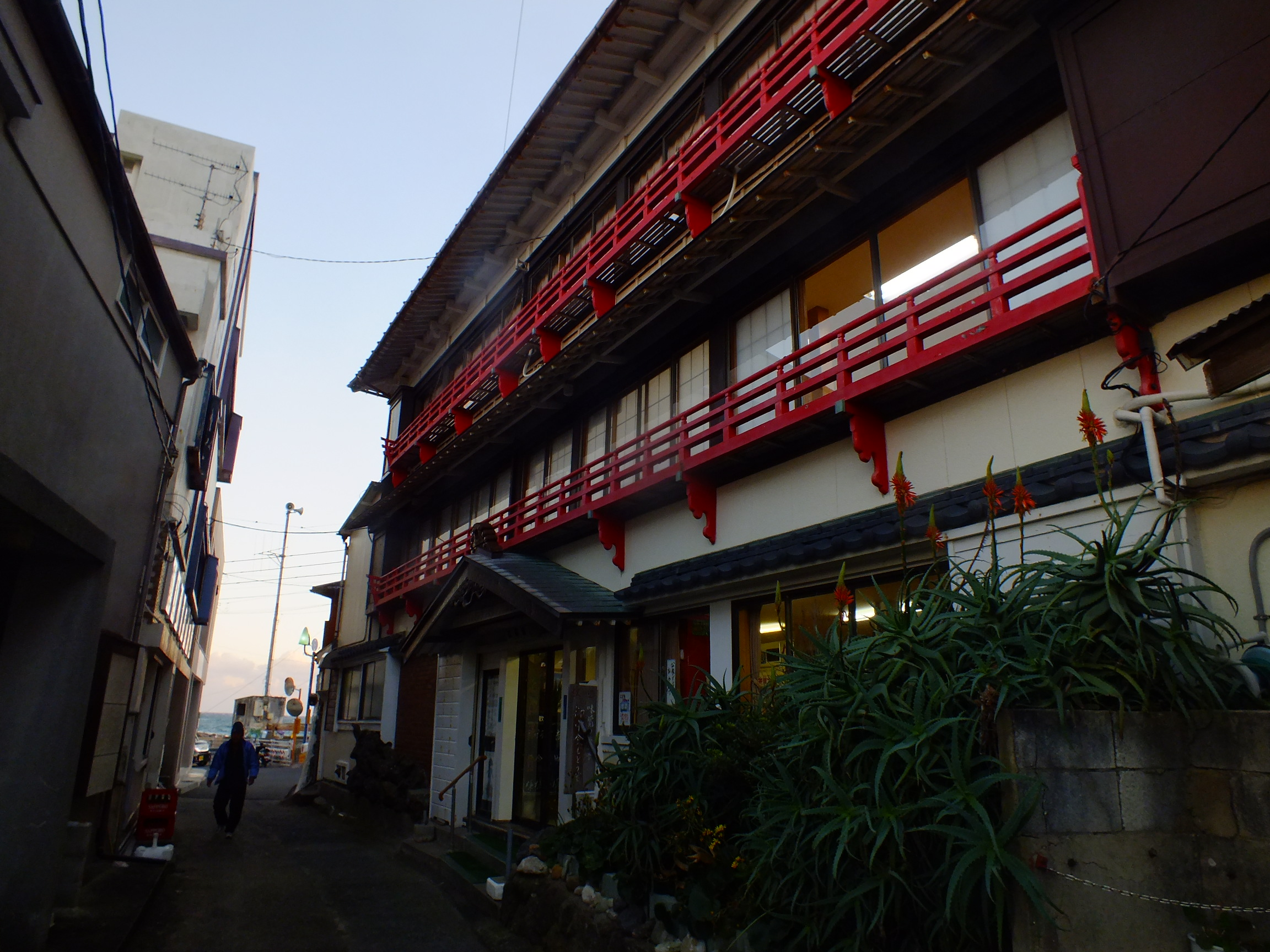
多くの文人墨客は風情ある伝統的な旅館を好み、逗留の間に作品を書くなどした。石川寅治と中川八郎を泊めた江澤館。当時は造船所を経営していた民家であった。二人の画家との出会いがきっかけで旅館業に転じ後には安井曾太郎も宿泊した。

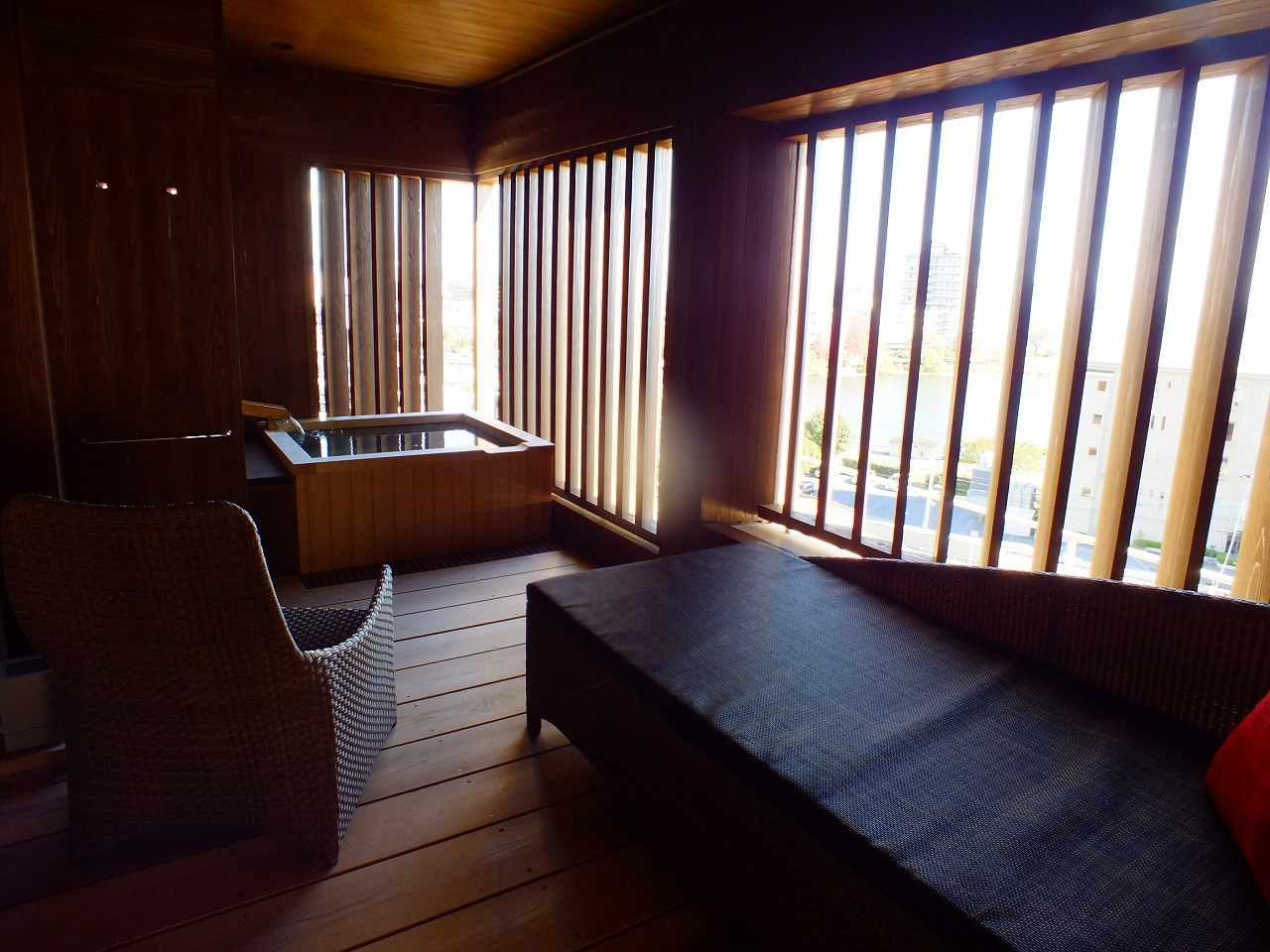
全室露天風呂付き客室

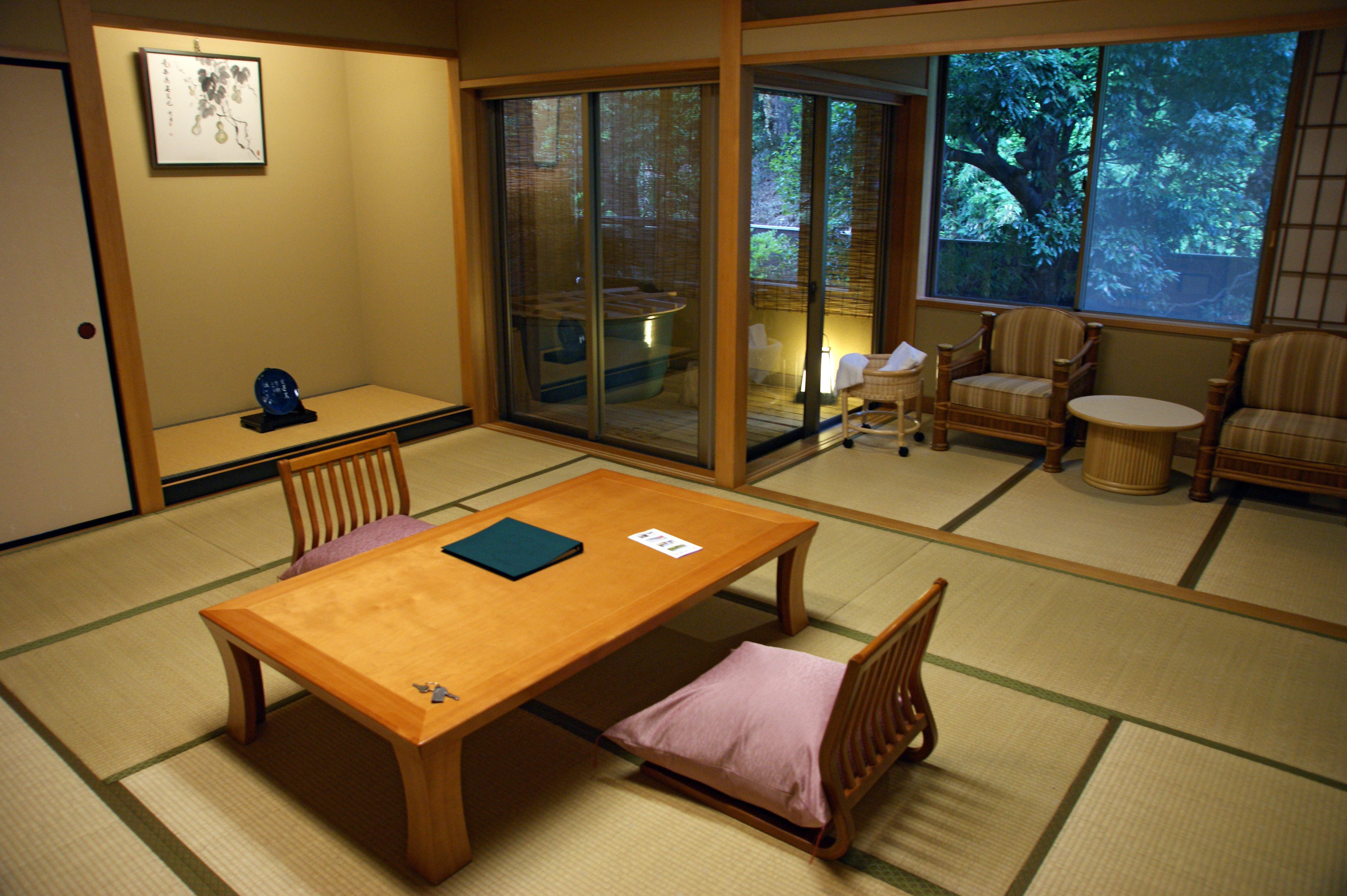
露天風呂付き客室

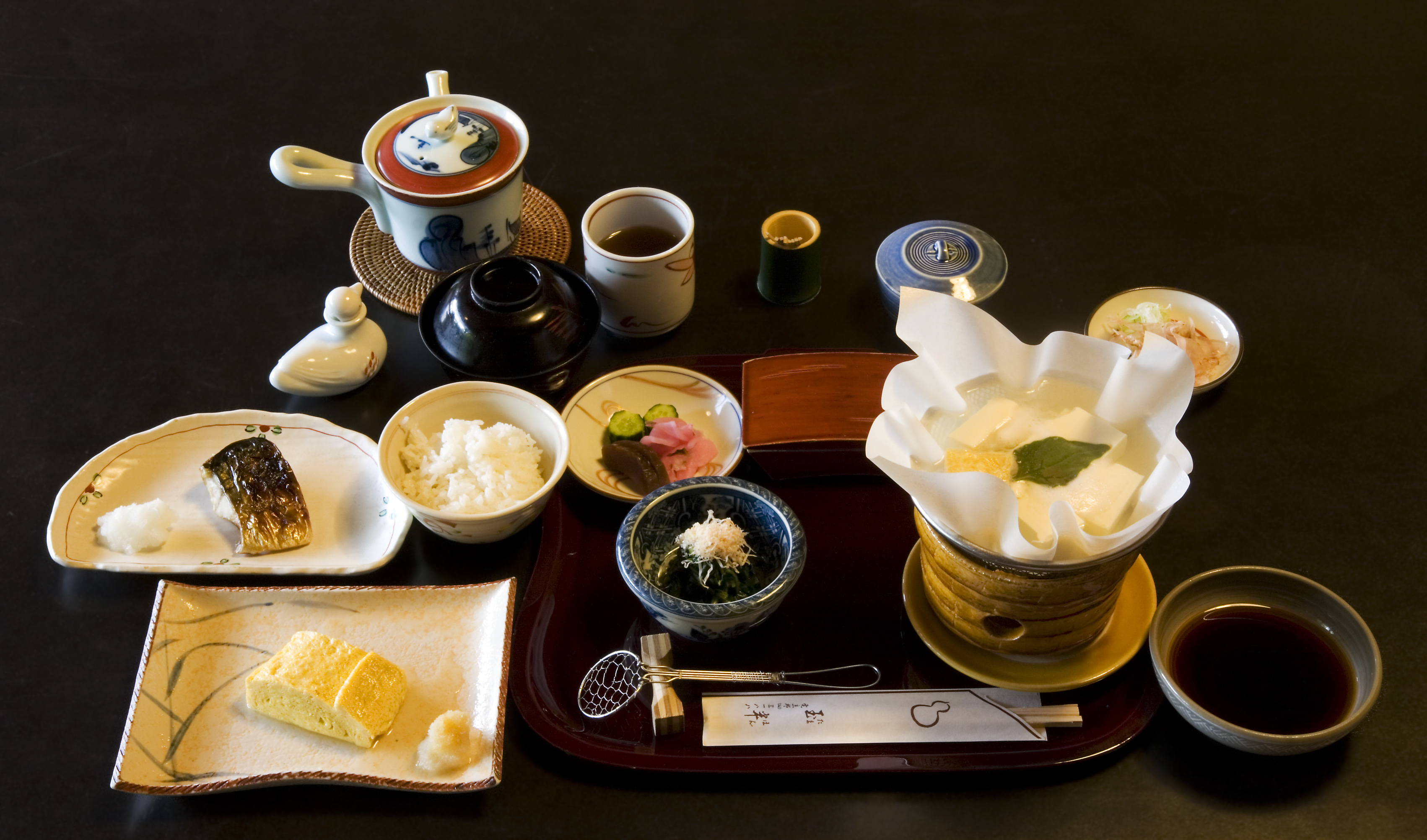
京都にある料理旅館玉半の伝統的な朝食。焼きサバ、関西風だし巻き卵、ご飯、紙鍋の湯豆腐をコンロを付け、その側には葱とカツオだしと醤油が味付けの為に添えられる。さらにキュウリとカブと酢漬けの白瓜の漬物、緑茶。黒い椀の中は味噌汁。

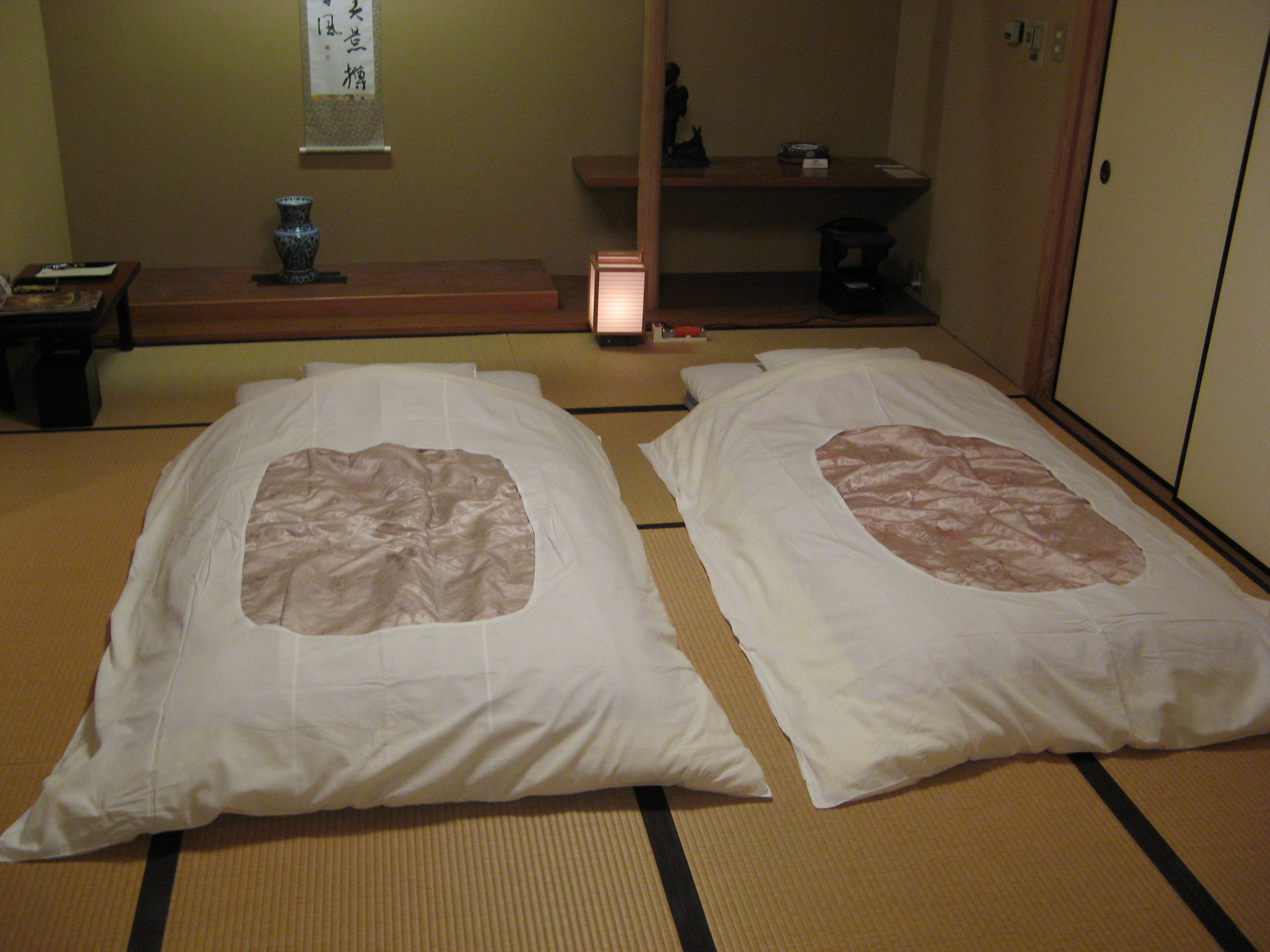
2組の布団が敷かれた客室

客室
客室が畳敷きの和室であり、一部屋二人以上の設定である。商人宿と呼ばれる比較的低価格のビジネス利用主体の旅館（いわゆるビジネス旅館）では、古くから1人1部屋利用が比較的多い。観光旅館や温泉旅館では、中でも高級旅館の場合は、1部屋を2人以上で利用することを前提とした運営となっているところが多く、1人での宿泊を認めない場合も多い。泊まれたとしても1部屋の1人利用は大幅に割高にならざるを得ない。また、和室ではなく洋室のシングルルームを案内される場合が多い。なお、原則2人以上での宿泊のみを認めている観光旅館や温泉旅館でも、旅行業者が旅館と契約して行なっている一人旅向けの宿泊プランで予約すれば、1人1部屋の宿泊ができるが、それでもやや割高の感は否めない。
一方、ホテルの場合1人で利用する客も多く、シングルルームの利用やツインルームの空室を1人で使用することもある。
客室の座卓には茶筒に入った茶葉や急須、湯呑茶碗が茶櫃に収納され、湯の入った電気ポットまたは魔法瓶も用意され、利用者が茶を入れて飲むことができる。さらには菓子も座卓上に用意されている場合が多い。同様のサービスは民宿でも行なっているところがある。
和室の宴会場
団体客の場合、夕食の宴会はつき物といえる。
共同浴室中心
露天風呂ないし室内大浴場を備える。
最近では、高級旅館を中心に部屋風呂の普及が進み、露天風呂付きの客室を売り物にする旅館もみられる。ただ、温泉旅館の場合、源泉から供給される湯量に制限があり、客室付きの露天風呂が実際に「源泉かけ流し」であるかは確認が必要である。また、歴史の古い木造旅館では部屋風呂の設置が構造上困難な場合もある。
部屋着として浴衣の使用
旅館では一般に、利用者に貸し出す寝巻きである浴衣を客室内に用意している。ただし、商人宿では浴衣を用意していないところも少なくない。寒い時期には、上着として羽織（気軽にはおれ丈が短い）や丹前（防寒性が高く丈が長い）が添えられる。
廊下や宴会場など、館内で着用可であるのはもちろん、温泉街では浴衣で外出することも可能。かつては宿に内風呂が無く、入浴には共同浴場に通うような湯治場もある。温泉街では一般的にみられる傾向である。また現在では旅館のPRにもなるうえ、温泉地の湯の町情緒の向上にも一役買っている。一歩部屋を出るにも外出に相応しい服装であることを要求されるホテルとは異なる点である。
温泉街の旅館では、浴衣を着て外出する宿泊客のために、下駄や和傘も貸し出している。
接客
接客係は、部屋への案内のほか、布団の上げ下げや食事の提供などを客室で行う。その際には客の要望を聞き注文を受けるなど、きめ細かいサービスを行うのが特徴である。旅館の女性管理者である、女将（おかみ）が客へのサービスや営業上重要な役割を担っている場合が多い。ただ、これは地域によって流儀が異なる。大概女将は、経営者の妻または女性経営者である。接客の際は和装であるのが通例である。また、高級旅館あるいは伝統を重んじる方針の旅館では、女性接客係である仲居（なかい）が各部屋での接客を担当する。服装は女将同様に和装であることが多い。
一泊二食付きの料金設定
前述のとおり客室が和室であるが、通常は宿泊料金が食事代込みとなっており、多くは夕食・朝食ともに込み（一泊二食付き）の設定となっている。これに対しホテルの場合、食事の有無は選択できることが多い。しかし、素泊まり（食事なし）や夕食のみ、朝食のみでの宿泊を認めている旅館もある。ビジネス客主体の商人宿（駅前旅館など）、今日のビジネス旅館では食事なしの「素泊まり」又は朝食のみの設定のことも多い。
食事
食事のメニューはあらかじめ旅館側が決定しているが、客の体質に合わせてメニューを調整する旅館もある。
最近では、数種類の食事プランが用意されて、宿泊客が選択できる旅館もある。料理旅館のみならず、観光旅館や温泉旅館でも、郷土料理や地元名産の食材を用いた料理など、食事の質の高さをセールスポイントとしている旅館が多い。
配膳は、仲居が客室内まで運んで膳で供する（あるいは座卓上に配置する）、いわゆる「部屋食（へやしょく）」が本来の形式であるが、省力化や多様な献立を提供するためなどの理由から、平成以降は特に館内の大広間や食堂で供するところが増えた。原則部屋食の旅館でも、多人数の団体には客室でなく宴会場などの大広間で供する場合が多い。
サービス利用時間の制限
食事の時間や共同浴場利用の時間帯が指定されることがある。
営業システム・予約システム・インターネットでの情報提供
電話等の直接予約のほか、旅行代理店や観光案内所を通じた予約もできる。
インターネットでの空室情報の確認、じゃらんnetや楽天トラベルなどの旅行サイトを通じて予約できる施設も増えてきた。
宴会における芸者・コンパニオン
宴会に芸者・コンパニオンを呼ぶことがある。温泉地等には昔は芸者置屋、現在ではコンパニオン派遣業者があり、需要に応える。

## 現状

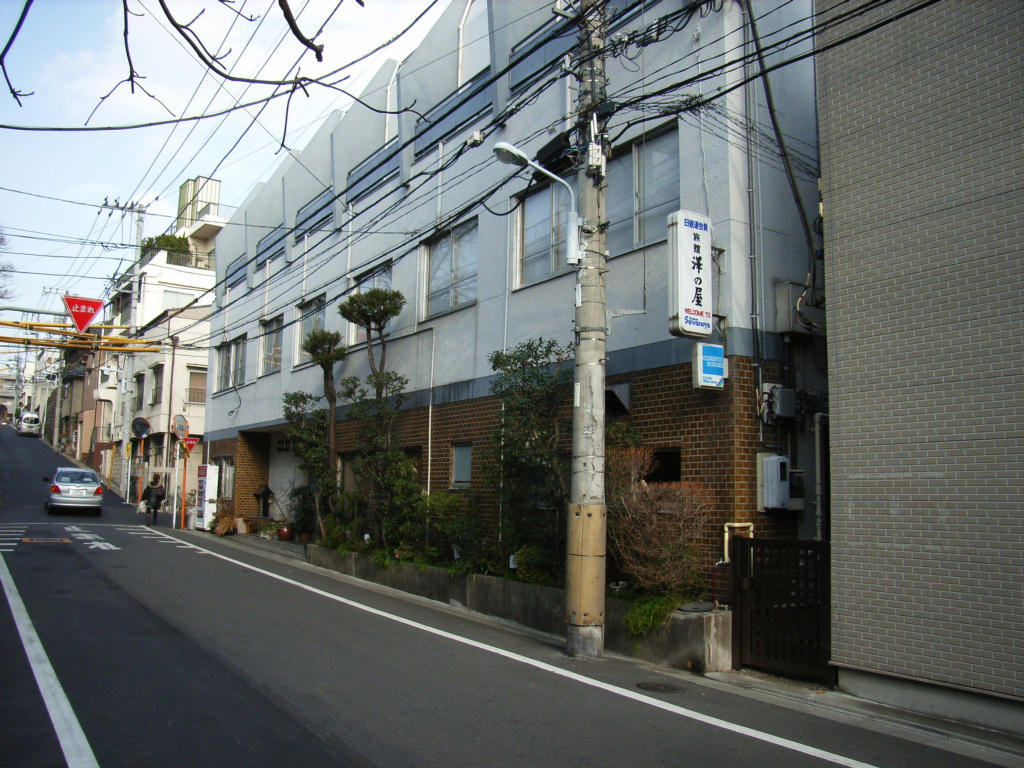
ターゲットを外国人に切り替えた旅館

宴会ブームの崩壊で、都心に近い観光地の高級旅館、ホテルは経営に苦戦して、ブームの最中に建設された施設の中には倒産や閉店に追い込まれた施設も出ている。都市部の旅館も、ビジネス客のビジネスホテルへのシフトや、少子化による修学旅行や大学受験の減少やホテルへのシフトによって経営の苦しい施設が多く、ビジネスホテルに転じた施設が多い。
反面、宴会を主としない固定客を持つ者も多く、これらの多くはバブル期以前に建設された物が殆どである。安定した顧客があるため経営状態も安定している。固定客が多い為、大々的な広告を出さずとも経営の成り立っている旅館も多々ある。
古くからの旅館によっては経営者の高齢化が進み、少子化の影響で後継者ができず、次世代の代替わりが行えない業者も出ている。収支面では経営が成り立っていても、後継者問題で閉店になるケースも見受けられる。
特殊なケースでは、和室の低価格宿泊施設（いわばB&B）を売りに外国人や学生合宿を主なターゲットに切り替え、成功を収めたところもある。

### 自炊旅館

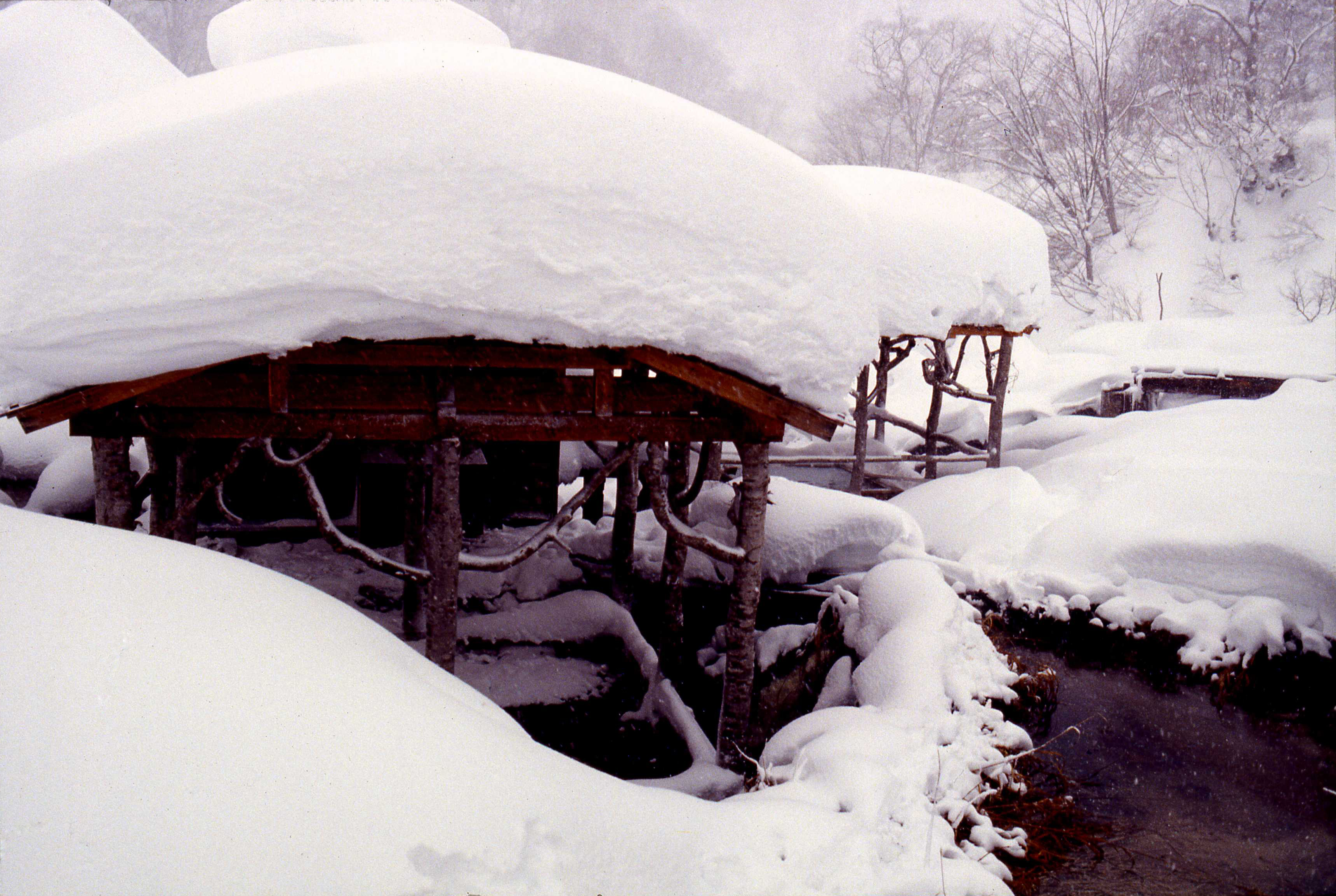
かつて湯治宿では自炊が基本であったが、次々に観光旅館へと姿を変えた（黒湯温泉）。

温泉街には通常の旅館の他に、自炊旅館が存在する。これは、宿泊場所を提供するだけでその他のサービスを省くことにより、湯治のために長期滞在できる旅館のことである。「湯治」目的を除けば、外国でのコンドミニアム、あるいは日本の短期賃貸マンションに似ている。温泉街には歓楽的なものと古くからの湯治場と二つの場所があり、湯治場には温泉病院や自炊旅館がある。自炊専用旅館でなくても、普通の旅館に「自炊部」を設けている旅館もある。
自炊旅館は旅館部屋を賃貸アパートのように貸し出すが、1泊単位で宿泊料金が決まっている。宿泊期間は個人差があるが、大抵1週間以上から長くて2ヶ月程度である。入浴料と電気代は宿泊料金に含まれているが、それ以外の布団貸し出し料（布団持込の場合は不要）、冬季ならコタツ、ストーブなどの暖房器具貸し出し料、炊事用にコンロ利用のためのガス代を徴収される。滞在中の部屋の掃除は行われないので、宿泊者自身で行う。洗濯は館内にあるコイン式洗濯機を利用する。
旅館には館内に売店があり、調味料や缶詰などの食料類や石鹸や洗濯洗剤がおいてある。肉・魚・豆腐などの生鮮食料品は外部の業者が移動販売に来るのを利用する。
大分県別府市の「鉄輪（かんなわ）温泉」では「貸間旅館」と称し、一般の旅館に近い部屋やサービスがある例があり、また低価格の公衆浴場を利用することや、「地獄蒸し」という温泉の蒸気で食物を蒸す名物料理が楽しまれている。老若男女に親しまれているシステムである。
温泉旅館は季節変動もあり、もともと高収益な事業構造ではないが、施設・設備の更新競争・大型化のため、借入を重ねてきた。エージェントもそれを推奨してきた。また、金融機関も地域の有力な地場産業として貸し込んできた。このため、一般に借入過剰となっている。

## 旅館をメインにした作品
- 明日はアタシの風が吹く（1989年）
- 温泉若おかみの殺人推理（1994年 - ）
- おかみ三代女の戦い（1995年）
- 温泉へ行こう（1999年 〜 2005年）
- 鬼の棲家（1999年）
- 私を旅館に連れてって（2001年）
- 女将になります!（2003年）
- 若おかみは小学生!（2003年）
- 湯けむりウォーズ〜女将になります〜（2005年）
- 浅草ふくまる旅館（2007年）
- どんど晴れ（2007年）
- 温泉へGo!（2008年）
- 花嫁のれん（2010年・2011年・2014年・2015年）
- 花咲くいろは（2011年）
- プロミス・シンデレラ（2018年 〜 2022年 ）[注 1]